# 6e étape du Tour d'Espagne 2018
La 6e étape du Tour d'Espagne 2018 se déroule le 30 août 2018, entre Huércal-Overa et San Javier, sur un parcours de 155,7 kilomètres. Elle est remportée au sprint par le coureur français Nacer Bouhanni, de l'équipe Cofidis. Rudy Molard (Groupama-FDJ) garde le maillot rouge.

## Parcours
Le départ est donné à Huércal-Overa, dans l'est de l'Andalousie. La course entre ensuite dans la région de Murcie et longe la côte méditerranéenne jusqu'à San Javier, où est jugée l'arrivée après 153 kilomètres. Deux côtes référencées sont franchies, l'Alto del Garrobillo et à l'Alto del Cedacero, toutes deux en troisième catégorie.

## Déroulement de la course
Trois coureurs s'échappent en début d'étape : Jorge Cubero (Burgos-BH), Richie Porte (BMC) et le leader du classement de la montagne Luis Ángel Maté (Cofidis). Le peloton les laisse prendre quatre minutes d'avance avant que les équipes Groupama-FDJ et Quick Step-Floors ne réduisent l'écart. Luis Ángel Maté accroît son avance au classement de la montagne en passant en tête à l'Alto del Garrobillo et à l'Alto del Cedacero. Au sprint intermédiaire à Carthagène, à 50 km de l'arrivée, l'avance du trio de tête n'est plus que de 2 min 22 s. Porte et Maté sont rattrapés alors qu'il reste 33 km, et Cubero cinq kilomètres plus loin.
À environ 25 km de l'arrivée, à chute durant la traversée de La Unión divise le peloton. Un premier groupe, réduit à une cinquantaine de coureurs, voit les équipes Quick Step-Floors, Bora-Hansgrohe EF-Drapac s'activer pour empêcher le retour des coureurs retardés. Dans le final, l'équipe Quick Step-Floors prépare le sprint d'Elia Viviani mais est désorganisée au passage d'un rond-point. Nacer Bouhanni (Cofidis) lance son sprint de loin. Il résiste aux retours de ses concurrents, notamment Danny van Poppel (LottoNL-Jumbo) et Elia Viviani, et s'impose. C'est sa troisième victoire d'étape sur le Tour d'Espagne. La précédente, quatre ans auparavant jour pour jour, était également son dernier succès sur un grand tour. Cette victoire intervient dans une saison marquée par une remise en cause du statut de Bouhanni au sein de l'équipe Cofidis et par des tensions entre le coureur et les dirigeants de l'équipe,.
La tête du classement général ne subit pas de changement. Rudy Molard (Groupama-FDJ) garde le maillot rouge, avec 41 secondes d'avance sur Michał Kwiatkowski (Sky) et 48 sur Emanuel Buchmann (Bora-Hansgrohe). Wilco Kelderman (Sunweb), retardé par une crevaison, passe de la sixième à la dix-septième place du classement général en arrivant avec 1 min 44 s de retard, tout comme Thibaut Pinot (Groupama-FDJ), désormais dix-huitième. 

## Résultats

### Classement de l'étape
| \| Classement de l'étape \| Classement de l'étape \| Classement de l'étape \| Classement de l'étape \| Classement de l'étape \| \| Coureur \| Coureur \| Pays \| Équipe \| Temps \| \| --------------------- \| --------------------- \| --------------------- \| -------------------------- \| --------------------- \| \| 1er \| Nacer Bouhanni \| France \| Cofidis, Solutions Crédits \| 3 h 58 min 35 s \| \| 2e \| Danny van Poppel \| Pays-Bas \| LottoNL-Jumbo \| + 0 s \| \| 3e \| Elia Viviani \| Italie \| Quick-Step Floors \| + 0 s \| \| 4e \| Simone Consonni \| Italie \| UAE Team Emirates \| + 0 s \| \| 5e \| Matteo Trentin \| Italie \| Mitchelton-Scott \| + 0 s \| \| 6e \| Iván García Cortina \| Espagne \| Bahrain-Merida \| + 0 s \| \| 7e \| Omar Fraile \| Espagne \| Astana \| + 0 s \| \| 8e \| Miguel Ángel López \| Colombie \| Astana \| + 0 s \| \| 9e \| Peter Sagan \| Slovaquie \| Bora-Hansgrohe \| + 0 s \| \| 10e \| Michael Mørkøv \| Danemark \| Quick-Step Floors \| + 0 s \| |                     |           |                            |                 |
| |                     |           |                            |                 |
| Source : ProCyclingStats |                     |           |                            |                 |
| Classement de l'étape |                     |           |                            |                 |
| Coureur | Coureur             | Pays      | Équipe                     | Temps           |
| 1er | Nacer Bouhanni      | France    | Cofidis, Solutions Crédits | 3 h 58 min 35 s |
| 2e | Danny van Poppel    | Pays-Bas  | LottoNL-Jumbo              | + 0 s           |
| 3e | Elia Viviani        | Italie    | Quick-Step Floors          | + 0 s           |
| 4e | Simone Consonni     | Italie    | UAE Team Emirates          | + 0 s           |
| 5e | Matteo Trentin      | Italie    | Mitchelton-Scott           | + 0 s           |
| 6e | Iván García Cortina | Espagne   | Bahrain-Merida             | + 0 s           |
| 7e | Omar Fraile         | Espagne   | Astana                     | + 0 s           |
| 8e | Miguel Ángel López  | Colombie  | Astana                     | + 0 s           |
| 9e | Peter Sagan         | Slovaquie | Bora-Hansgrohe             | + 0 s           |
| 10e | Michael Mørkøv      | Danemark  | Quick-Step Floors          | + 0 s           |

## Classements à l'issue de l'étape

### Classement général
| \| Classement général \| Classement général \| Classement général \| Classement général \| Classement général \| \| Coureur \| Coureur \| Pays \| Équipe \| Temps \| \| ------------------ \| ------------------ \| ------------------ \| ------------------ \| ------------------ \| \| 1er \| Rudy Molard \| France \| Groupama-FDJ \| 22 h 26 min 15 s \| \| 2e \| Michał Kwiatkowski \| Pologne \| Team Sky \| + 41 s \| \| 3e \| Emanuel Buchmann \| Allemagne \| Bora-Hansgrohe \| + 48 s \| \| 4e \| Simon Yates \| Royaume-Uni \| Mitchelton-Scott \| + 51 s \| \| 5e \| Alejandro Valverde \| Espagne \| Movistar Team \| + 53 s \| \| 6e \| Ion Izagirre \| Espagne \| Bahrain-Merida \| + 1 min 11 s \| \| 7e \| Tony Gallopin \| France \| AG2R La Mondiale \| + 1 min 14 s \| \| 8e \| Nairo Quintana \| Colombie \| Movistar Team \| + 1 min 14 s \| \| 9e \| Steven Kruijswijk \| Pays-Bas \| LottoNL-Jumbo \| + 1 min 18 s \| \| 10e \| Enric Mas \| Espagne \| Quick-Step Floors \| + 1 min 23 s \| |                    |             |                   |                  |
| |                    |             |                   |                  |
| Source : ProCyclingStats |                    |             |                   |                  |
| Classement général |                    |             |                   |                  |
| Coureur | Coureur            | Pays        | Équipe            | Temps            |
| 1er | Rudy Molard        | France      | Groupama-FDJ      | 22 h 26 min 15 s |
| 2e | Michał Kwiatkowski | Pologne     | Team Sky          | + 41 s           |
| 3e | Emanuel Buchmann   | Allemagne   | Bora-Hansgrohe    | + 48 s           |
| 4e | Simon Yates        | Royaume-Uni | Mitchelton-Scott  | + 51 s           |
| 5e | Alejandro Valverde | Espagne     | Movistar Team     | + 53 s           |
| 6e | Ion Izagirre       | Espagne     | Bahrain-Merida    | + 1 min 11 s     |
| 7e | Tony Gallopin      | France      | AG2R La Mondiale  | + 1 min 14 s     |
| 8e | Nairo Quintana     | Colombie    | Movistar Team     | + 1 min 14 s     |
| 9e | Steven Kruijswijk  | Pays-Bas    | LottoNL-Jumbo     | + 1 min 18 s     |
| 10e | Enric Mas          | Espagne     | Quick-Step Floors | + 1 min 23 s     |

| Classement par points | Classement par points | Classement par points | Classement par points     | Classement par points |
| Coureur               | Coureur               | Pays                  | Équipe                    | Points                |
| --------------------- | --------------------- | --------------------- | ------------------------- | --------------------- |
| 1er                   | Michał Kwiatkowski    | Pologne               | Team Sky                  | 48 pts                |
| 2e                    | Elia Viviani          | Italie                | Quick-Step Floors         | 41 pts                |
| 3e                    | Alejandro Valverde    | Espagne               | Movistar Team             | 33 pts                |
| 4e                    | Simon Clarke          | Australie             | EF Education First-Drapac | 30 pts                |
| 5e                    | Danny van Poppel      | Pays-Bas              | LottoNL-Jumbo             | 30 pts                |
| 6e                    | Benjamin King         | États-Unis            | Dimension Data            | 29 pts                |
| 7e                    | Alessandro De Marchi  | Italie                | BMC Racing Team           | 28 pts                |
| 8e                    | Simone Consonni       | Italie                | UAE Team Emirates         | 26 pts                |
| 9e                    | Rohan Dennis          | Australie             | BMC Racing Team           | 25 pts                |
| 10e                   | Giacomo Nizzolo       | Italie                | Trek-Segafredo            | 25 pts                |

| Classement par points | Classement par points | Classement par points | Classement par points     | Classement par points |
| Coureur               | Coureur               | Pays                  | Équipe                    | Points                |
| --------------------- | --------------------- | --------------------- | ------------------------- | --------------------- |
| 1er                   | Michał Kwiatkowski    | Pologne               | Team Sky                  | 48 pts                |
| 2e                    | Elia Viviani          | Italie                | Quick-Step Floors         | 41 pts                |
| 3e                    | Alejandro Valverde    | Espagne               | Movistar Team             | 33 pts                |
| 4e                    | Simon Clarke          | Australie             | EF Education First-Drapac | 30 pts                |
| 5e                    | Danny van Poppel      | Pays-Bas              | LottoNL-Jumbo             | 30 pts                |
| 6e                    | Benjamin King         | États-Unis            | Dimension Data            | 29 pts                |
| 7e                    | Alessandro De Marchi  | Italie                | BMC Racing Team           | 28 pts                |
| 8e                    | Simone Consonni       | Italie                | UAE Team Emirates         | 26 pts                |
| 9e                    | Rohan Dennis          | Australie             | BMC Racing Team           | 25 pts                |
| 10e                   | Giacomo Nizzolo       | Italie                | Trek-Segafredo            | 25 pts                |

| Classement de la montagne | Classement de la montagne | Classement de la montagne | Classement de la montagne  | Classement de la montagne |
| Coureur                   | Coureur                   | Pays                      | Équipe                     | Points                    |
| ------------------------- | ------------------------- | ------------------------- | -------------------------- | ------------------------- |
| 1er                       | Luis Ángel Maté           | Espagne                   | Cofidis, Solutions Crédits | 42 pts                    |
| 2e                        | Pierre Rolland            | France                    | EF Education First-Drapac  | 20 pts                    |
| 3e                        | Benjamin King             | États-Unis                | Dimension Data             | 12 pts                    |
| 4e                        | Ben Gastauer              | Luxembourg                | AG2R La Mondiale           | 7 pts                     |
| 5e                        | Bauke Mollema             | Pays-Bas                  | Trek-Segafredo             | 6 pts                     |
| 6e                        | Nikita Stalnow            | Kazakhstan                | Astana                     | 6 pts                     |
| 7e                        | Thomas De Gendt           | Belgique                  | Lotto-Soudal               | 5 pts                     |
| 8e                        | Nans Peters               | France                    | AG2R La Mondiale           | 4 pts                     |
| 9e                        | Richie Porte              | Australie                 | BMC Racing Team            | 4 pts                     |
| 10e                       | Alejandro Valverde        | Espagne                   | Movistar Team              | 3 pts                     |

| Classement de la montagne | Classement de la montagne | Classement de la montagne | Classement de la montagne  | Classement de la montagne |
| Coureur                   | Coureur                   | Pays                      | Équipe                     | Points                    |
| ------------------------- | ------------------------- | ------------------------- | -------------------------- | ------------------------- |
| 1er                       | Luis Ángel Maté           | Espagne                   | Cofidis, Solutions Crédits | 42 pts                    |
| 2e                        | Pierre Rolland            | France                    | EF Education First-Drapac  | 20 pts                    |
| 3e                        | Benjamin King             | États-Unis                | Dimension Data             | 12 pts                    |
| 4e                        | Ben Gastauer              | Luxembourg                | AG2R La Mondiale           | 7 pts                     |
| 5e                        | Bauke Mollema             | Pays-Bas                  | Trek-Segafredo             | 6 pts                     |
| 6e                        | Nikita Stalnow            | Kazakhstan                | Astana                     | 6 pts                     |
| 7e                        | Thomas De Gendt           | Belgique                  | Lotto-Soudal               | 5 pts                     |
| 8e                        | Nans Peters               | France                    | AG2R La Mondiale           | 4 pts                     |
| 9e                        | Richie Porte              | Australie                 | BMC Racing Team            | 4 pts                     |
| 10e                       | Alejandro Valverde        | Espagne                   | Movistar Team              | 3 pts                     |

| Classement du combiné | Classement du combiné | Classement du combiné | Classement du combiné     | Classement du combiné |
| Coureur               | Coureur               | Pays                  | Équipe                    | Points                |
| --------------------- | --------------------- | --------------------- | ------------------------- | --------------------- |
| 1er                   | Michał Kwiatkowski    | Pologne               | Team Sky                  | 18 pts                |
| 2e                    | Alejandro Valverde    | Espagne               | Movistar Team             | 18 pts                |
| 3e                    | Benjamin King         | États-Unis            | Dimension Data            | 34 pts                |
| 4e                    | Simon Clarke          | Australie             | EF Education First-Drapac | 47 pts                |
| 5e                    | Laurens De Plus       | Belgique              | Quick-Step Floors         | 53 pts                |
| 6e                    | Ben Gastauer          | Luxembourg            | AG2R La Mondiale          | 60 pts                |
| 7e                    | Bauke Mollema         | Pays-Bas              | Trek-Segafredo            | 62 pts                |
| 8e                    | Pierre Rolland        | France                | EF Education First-Drapac | 73 pts                |
| 9e                    | Nikita Stalnow        | Kazakhstan            | Astana                    | 106 pts               |
| 10e                   | Alessandro De Marchi  | Italie                | BMC Racing Team           | 124 pts               |

| Classement du combiné | Classement du combiné | Classement du combiné | Classement du combiné     | Classement du combiné |
| Coureur               | Coureur               | Pays                  | Équipe                    | Points                |
| --------------------- | --------------------- | --------------------- | ------------------------- | --------------------- |
| 1er                   | Michał Kwiatkowski    | Pologne               | Team Sky                  | 18 pts                |
| 2e                    | Alejandro Valverde    | Espagne               | Movistar Team             | 18 pts                |
| 3e                    | Benjamin King         | États-Unis            | Dimension Data            | 34 pts                |
| 4e                    | Simon Clarke          | Australie             | EF Education First-Drapac | 47 pts                |
| 5e                    | Laurens De Plus       | Belgique              | Quick-Step Floors         | 53 pts                |
| 6e                    | Ben Gastauer          | Luxembourg            | AG2R La Mondiale          | 60 pts                |
| 7e                    | Bauke Mollema         | Pays-Bas              | Trek-Segafredo            | 62 pts                |
| 8e                    | Pierre Rolland        | France                | EF Education First-Drapac | 73 pts                |
| 9e                    | Nikita Stalnow        | Kazakhstan            | Astana                    | 106 pts               |
| 10e                   | Alessandro De Marchi  | Italie                | BMC Racing Team           | 124 pts               |

| Classement par équipes | Classement par équipes                   | Classement par équipes | Classement par équipes |
| Équipe                 | Équipe                                   | Pays                   | Temps                  |
| ---------------------- | ---------------------------------------- | ---------------------- | ---------------------- |
| 1re                    | Astana                                   | Kazakhstan             | 67 h 17 min 18 s       |
| 2e                     | Lotto NL-Jumbo                           | Pays-Bas               | + 3 min 04 s           |
| 3e                     | Movistar Team                            | Espagne                | + 3 min 23 s           |
| 4e                     | EF Education First-Drapac p/b Cannondale | États-Unis             | + 4 min 35 s           |
| 5e                     | Bora-Hansgrohe                           | Allemagne              | + 6 min 50 s           |
| 6e                     | Bahrain-Merida                           | Bahreïn                | + 8 min 03 s           |
| 7e                     | Dimension Data                           | Afrique du Sud         | + 10 min 19 s          |
| 8e                     | Sky                                      | Royaume-Uni            | + 11 min 07 s          |
| 9e                     | UAE Team Emirates                        | Émirats arabes unis    | + 12 min 10 s          |
| 10e                    | AG2R La Mondiale                         | France                 | + 13 min 47 s          |

| Classement par équipes | Classement par équipes                   | Classement par équipes | Classement par équipes |
| Équipe                 | Équipe                                   | Pays                   | Temps                  |
| ---------------------- | ---------------------------------------- | ---------------------- | ---------------------- |
| 1re                    | Astana                                   | Kazakhstan             | 67 h 17 min 18 s       |
| 2e                     | Lotto NL-Jumbo                           | Pays-Bas               | + 3 min 04 s           |
| 3e                     | Movistar Team                            | Espagne                | + 3 min 23 s           |
| 4e                     | EF Education First-Drapac p/b Cannondale | États-Unis             | + 4 min 35 s           |
| 5e                     | Bora-Hansgrohe                           | Allemagne              | + 6 min 50 s           |
| 6e                     | Bahrain-Merida                           | Bahreïn                | + 8 min 03 s           |
| 7e                     | Dimension Data                           | Afrique du Sud         | + 10 min 19 s          |
| 8e                     | Sky                                      | Royaume-Uni            | + 11 min 07 s          |
| 9e                     | UAE Team Emirates                        | Émirats arabes unis    | + 12 min 10 s          |
| 10e                    | AG2R La Mondiale                         | France                 | + 13 min 47 s          |